# Santa Cristina
Pour les articles homonymes, voir Santa Cristina (homonymie).
Santa Cristina est une île de la lagune de Venise, en Italie. L'île est la propriété de la famille Swarovski qui y exploite depuis 2016 un petit complexe touristique de luxe. L'île fait partie de l'ancienne agglomération d'Ammiana aujourd'hui disparue.